# 무라카미역 (지바현)
무라카미역(일본어: 村上駅, むらかみえき)은 일본 지바현 야치요시에 있는 도요 고속선의 철도역이다.

## 역 구조
상대식 승강장 2면 2선 고가역이다. 역사 외관은 주홍색으로 하고 있어서 멀리서도 보인다.
2층에 개찰구, 3층에 승강장이 있고, 입구(1층)로부터 2층까지 에스컬레이터와 계단으로 연결된다.
| 1 | T 도요 고속선 | 도요 가쓰타다이 방면                       |
| 2 | T 도요 고속선 | 니시후나바시·우라야스·오테마치·나카노 방면 |

## 이용 현황
- 2010년: 일평균 2,269명

## 역세권 정보
- 야치요 시립 향토 박물관
- 야치요 무라카미 우체국
- 야치요 시립 무라카미 소·중학교
- 국도 16호선

## 역사
- 1996년 4월 27일: 영업 개시.
- 2008년
  - 1월 23일: 승강장 대합실 설치 공사 개시.
  - 3월: 승강장 대합실 공용 개시.

## 사진

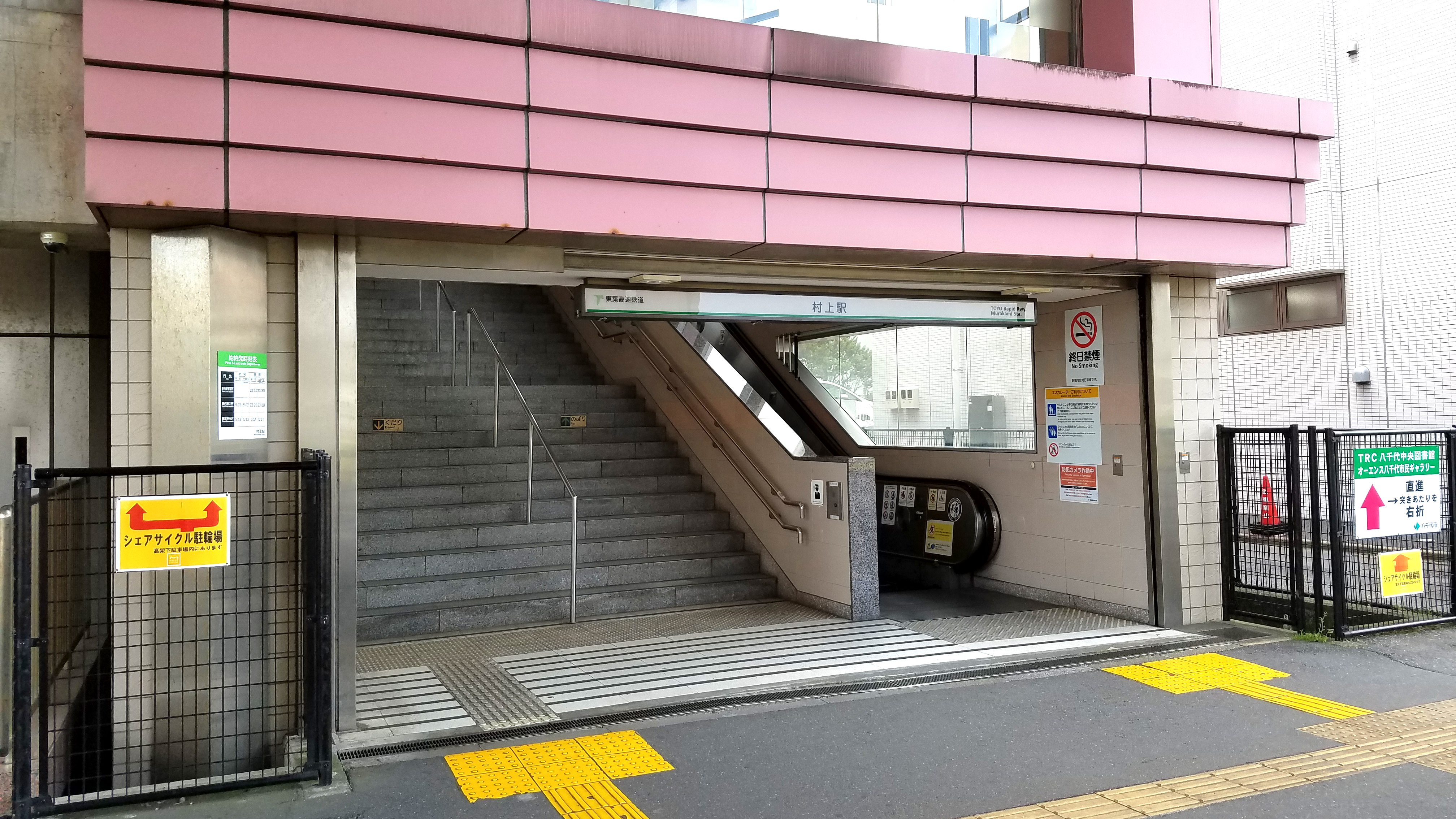
출입구(2021년 4월 27일)

## 인접역
| 도요 고속철도 T 도요 고속선       | 도요 고속철도 T 도요 고속선 | 도요 고속철도 T 도요 고속선               |
| --------------------------------- | --------------------------- | ----------------------------------------- |
| TR07 야치요추오 니시후나바시 방면 | T 도요 고속선               | TR09 도요 가쓰타다이 도요 가쓰타다이 방면 |